# جبل ثيا
جبل ثيا (بالإنجليزية: Theia Mons) هو أحد جبال كوكب الزهرة.

## الإحداثيات
يقع في 22.7 درجة على العرض الجغرافي شمالاً وفي 281.0 درجة على الطول الجغرافي شرقاً.

## الأبعاد
القطر أو أطول بعد للتضاريس بالكيلومترات هو 226.0.

## حالة إعتماد الاسم
تم اعتماده من الجمعية العامة للاتحاد الفلكي الدولي (IAU).

## أصل التسمية
على اسم ثيا، ماردة أو عملاقة في الأساطير الإغريقية.